# Hiệp phương sai
Trong lý thuyết xác suất và thống kê, hiệp phương sai là độ đo sự biến thiên cùng nhau của hai biến ngẫu nhiên (phân biệt với phương sai - đo mức độ biến thiên của một biến).
Nếu 2 biến có xu hướng thay đổi cùng nhau (nghĩa là, khi một biến có giá trị cao hơn giá trị kỳ vọng thì biến kia có xu hướng cũng cao hơn giá trị kỳ vọng), thì hiệp phương sai giữa hai biến này có giá trị dương. Mặt khác, nếu một biến nằm trên giá trị kì vọng còn biến kia có xu hướng nằm dưới giá trị kì vọng, thì hiệp phương sai của hai biến này có giá trị âm.
Hiệp phương sai giữa hai biến ngẫu nhiên giá trị thực X và Y, với các giá trị kì vọng {\displaystyle E(X)=\mu } và {\displaystyle E(Y)=\nu } được định nghĩa như sau:
{\displaystyle \operatorname {Cov} (X,Y)=\operatorname {E} ((X-\mu )(Y-\nu )),\,}
trong đó E là hàm giá trị kì vọng. Công thức trên còn có thể được viết là:
{\displaystyle \operatorname {Cov} (X,Y)=\operatorname {E} (X\cdot Y)-\mu \nu .\,}
Nếu X và Y độc lập, thì hiệp phương sai của chúng bằng 0. Đó là do khi có sự độc lập thống kê,
{\displaystyle E(X\cdot Y)=E(X)\cdot E(Y)=\mu \nu .}
Thay thế vào dạng thứ hai của công thức hiệp phương sai ở trên, ta có
{\displaystyle \operatorname {Cov} (X,Y)=\mu \nu -\mu \nu =0.}
Tuy nhiên, điều ngược lại không đúng: nếu X và Y có hiệp phương sai bằng 0, hai biến này không nhất thiết độc lập.
Đơn vị đo của hiệp phương sai Cov(X, Y) là đơn vị của X nhân với đơn vị đo của Y. Ngược lại, tương quan (correlation), đại lượng phụ thuộc vào hiệp phương sai, là một độ đo không có đơn vị về sự phụ thuộc tuyến tính.
Các biến ngẫu nhiên có hiệp phương sai bằng không được gọi là không tương quan (uncorrelated).

## Tính chất
Nếu X, Y là các biến ngẫu nhiên giá trị thực và a, b là các hằng số ("hằng" trong ngữ cảnh này có nghĩa không-ngẫu-nhiên), thì dưới đây là các hệ quả của định nghĩa hiệp phương sai:
{\displaystyle \operatorname {Cov} (X,X)=\operatorname {Var} (X)\,}
{\displaystyle \operatorname {Cov} (X,Y)=\operatorname {Cov} (Y,X)\,}
{\displaystyle \operatorname {Cov} (aX,bY)=ab\,\operatorname {Cov} (X,Y)\,}
Với các dãy biến ngẫu nhiên X1,..., Xn và Y1,..., Ym, ta có
{\displaystyle \operatorname {Cov} \left(\sum _{i=1}^{n}{X_{i}},\sum _{j=1}^{m}{Y_{j}}\right)=\sum _{i=1}^{n}{\sum _{j=1}^{m}{\operatorname {Cov} \left(X_{i},Y_{j}\right)}}.\,}
Với dãy biến ngẫu nhiên X1,..., Xn, ta có
{\displaystyle \operatorname {Var} \left(\sum _{i=1}^{n}X_{i}\right)=\sum _{i=1}^{n}\operatorname {Var} (X_{i})+2\sum _{i,j\,:\,i<j}\operatorname {Cov} (X_{i},X_{j}).}